# Phaeostigme picea
Phaeostigme picea är en svampart som först beskrevs av Berk. & M.A. Curtis, och fick sitt nu gällande namn av Syd. & P. Syd. 1917. Phaeostigme picea ingår i släktet Phaeostigme och familjen Pseudoperisporiaceae.   Inga underarter finns listade i Catalogue of Life.